# Русів (Володимирський район)
Ру́сів — село в Україні, в Устилузькій міській територіальній громаді Володимирського району Волинської області. Населення становить 130 осіб.

## Географія
Село розташоване на лівому березі річки Студянка.

## Історія
У 1906 році село Хотячівської волості Володимир-Волинського повіту Волинської губернії. Відстань від повітового міста 13 верст, від волості 1. Дворів 52, мешканців 297.
У серпні 2015 року село увійшло до складу новоствореної Устилузької міської громади.
12 червня 2020 року, відповідно до розпорядження Кабінету Міністрів України № 708-р «Про визначення адміністративних центрів та затвердження територій територіальних громад Волинської області», увійшло до складу Устилузької міської територіальної громади.
19 липня 2020 року, в результаті адміністративно-територіальної реформи та ліквідації  Володимир-Волинського району(1940—2020), село увійшло до новоутвореного Володимир-Волинського району (від 18 липня 2022 Володимирського).

### Друга світова війна
Під час Другої Світової війни польські бандити вбили мешканців Русова:
1. Дячук Люба Григорівна, 40 р.
2. Коробей Лука, 60 р.
3. Рак Михайло, 70 р.
4. Сараванський Герасим, 70 р.
5. Торба Олександра, 50 р.

## Населення
За переписом населення України 2001 року в селі мешкало 130 осіб.

### Мова
Розподіл населення за рідною мовою за даними перепису 2001 року:
| Мова       | Відсоток |
| ---------- | -------- |
| українська | 97,69 %  |
| російська  | 1,54 %   |
| білоруська | 0,77 %   |

## Відомі люди
- Проць Сергій Володимирович (1994—2014) — солдат Збройних сил України, учасник російсько-української війни.